# Pteromalus pilosellae
Pteromalus pilosellae är en stekelart som beskrevs av Janzon 1984. Pteromalus pilosellae ingår i släktet Pteromalus och familjen puppglanssteklar.
Artens utbredningsområde är Sverige. Arten är reproducerande i Sverige. Inga underarter finns listade i Catalogue of Life.